# William McCarthy, Baron McCarthy
William Edward John McCarthy, Baron McCarthy (häufig auch Bill McCarthy) (* 30. Juli 1925; † 18. November 2012) war ein britischer Politiker der Labour Party und Life Peer.

## Leben und Karriere
McCarthy wurde am 30. Juli 1925 geboren und wuchs in Nordlondon auf. Er besuchte das Ruskin College und im Anschluss das Merton College.
McCarthy arbeitete bei Herrenausstattern und war als Schreiber tätig. An der University of Oxford war er als Dozent (Lecturer) für den Bereich Industrielle Beziehungen zuständig. Von 1965 bis 1968 war er bei der Royal Commission on Trade Unions and Employers Associations als Resident Director tätig. 1969 wurde er Fellow des Nuffield College und des Templeton College.
Von 1974 bis 1986 war er Vorsitzender (Chairman) des Railway Staff National Tribunal. Bei Harland & Wolff war er von 1976 bis 1986 Direktor. Von 1977 bis 1979 war er Special Commissioner des Equal Opportunities Committee. Er war Mitglied des Civil Service Arbitration Tribunal seit 1984.
McCarthy war Spezialist im Bereich Industrielle Beziehungen. Er war ein Unterstützer der British Humanist Association.

## Mitgliedschaft im House of Lords
McCarthy wurde am 19. Januar 1976 zum Life Peer als Baron McCarthy, of Headington in the City of Oxford ernannt. Seine Antrittsrede im House of Lords hielt er am 3. März 1976.
Als seine politischen Interessengebiete gab er Industrielle Beziehungen und Arbeitsökonomie sowie Theater an.
Er war Mitglied der Job Creation Group der Labour Party, der Education and Employment Group und Culture, Media and Sport Committee seit 1979. In der Labour-Fraktion war er Mitglied der Trade and Industry Group und der Trade Union Group, beides ebenfalls seit 1979.
Von 1979 oder 1983 bis 1997 war er Oppositionssprecher im Bereich Arbeit.
Er meldete sich am 8. März 2004 zuletzt zu Wort. Am 2. November 2004 nahm er zuletzt an einer Abstimmung teil.
- Sitzungsperiode 1997 /1998: 112 Tage (von 228)
- Sitzungsperiode 1. April 2001 bis 31. März 2002: 57 Tage
- Sitzungsperiode 1. April 2002 bis 31. März 2003: 39 Tage
- Sitzungsperiode 1. April 2003 bis 31. März 2004: 43 Tage
- Sitzungsperiode 1. April 2004 bis 31. März 2005: 31 Tage
- Sitzungsperiode 1. April 2005 bis 31. März 2006: 0 Tage
- Sitzungsperiode 1. April 2006 bis 31. März 2007: 0 Tage
- Sitzungsperiode 1. April 2007 bis 31. März 2008: 0 Tage
- Sitzungsperiode 1. April 2008 bis 31. März 2009: 0 Tage
- Sitzungsperiode 1. April 2009 bis 31. März 2010: 0 Tage
- Sitzungsperiode 1. April 2010 bis 30. Juni 2010: 0 Tage
- Sitzungsperiode 1. Juli 2010 bis 30. September 2010: 0 Tage
- Sitzungsperiode 1. Oktober 2010 bis 31. Dezember 2010: 0 Tage
- Sitzungsperiode 1. Januar 2011 bis 31. März 2011: 0 Tage

Im Zeitraum ab der Sitzungsperiode 2001/2002 nahm er unregelmäßig an Sitzungstagen teil. Zuletzt war er in der Sitzungsperiode 2004/2005 anwesend.
Seit dem 21. Juni 2010 war er durch einen vom House of Lords vergebenen Leave of Absence beurlaubt.

## Familie und Tod
McCarthy heiratete 1957 Margaret Godfrey. Sie hatten keine Kinder.

## Veröffentlichungen
- The Role of Shop Stewards in British Industrial Relations, 1966, London: HMSO, ISBN unbekannt
- Trade Unions, 1972, Verlag unbekannt, ISBN unbekannt
- Coming to Terms with Trade Unions, 1973,  Institute of Personnel Management, ISBN unbekannt
- Strikes in Post-War Britain, 1983, HarperCollins Publishers Ltd, ISBN 978-0043310939 (mit J. W. Duncan)
- Fairness at Work, 1999, Institute of Employment Rights, ISBN 978-1873271674